# Potenza
Potenza és una ciutat d'Itàlia a la regió de Basilicata (l'antiga Lucània). És capital de la província de Potenza i de la regió de Basilicata. Prop de la ciutat passa el riu Basento.